# Hongqi (köpinghuvudort i Kina, Liaoning Sheng, lat 40,14, long 123,88)
Hongqi är en köpinghuvudort i Kina. Den ligger i provinsen Liaoning, i den nordöstra delen av landet, omkring 190 kilometer söder om provinshuvudstaden Shenyang. Antalet invånare är 17 580. Befolkningen består av 8 487 kvinnor och 9 093 män. Barn under 15 år utgör 12,0 %, vuxna 15-64 år 75 %, och äldre över 65 år 11,0 %.
Runt Hongqi är det ganska tätbefolkat, med 222 invånare per kvadratkilometer. Hongqi är det största samhället i trakten. Trakten runt Hongqi består till största delen av jordbruksmark.
Genomsnittlig årsnederbörd är 1 284 millimeter. Den regnigaste månaden är juli, med i genomsnitt 441 mm nederbörd, och den torraste är januari, med 10 mm nederbörd.